# Камен (Чайниче)
У этого слова есть другие значения, см. Камен (значения)
Камен (серб. Камен) — населенный пункт (деревня) в общине Чайниче, который принадлежит энтитету Республике Сербской, Босния и Герцеговина. По результатам югославской переписи населения 1991 года в Камене проживало 195 человек. Камен расположен на границе с Сербией и Черногорией.

## Население
В населении деревни преобладают сербы, также значительную долю в населении составляют мусульмане (боснийцы).
| 1961                           | 1971 | 1981 | 1991 | - | - | - |
| ------------------------------ | ---- | ---- | ---- | - | - | - |
| 183                            | 197  | 187  | 195  | - | - | - |
| Гистограмма динамики населения |      |      |      |   |   |   |

### Национальный состав населения
На 1991 год:
- сербы — 142 человека (72,82 %);
- хорваты — 0 человек (0,00 %);
- мусульмане — 53 человека (27,18 %);
- югославы — 0 человек (0,00 %);
- другие и неизвестно — 0 человек (0,00 %).

## Климат
Среднее количество осадков составляет 1754 мм в год. Самые влажные месяца — февраль 197 мм в год и август — 69 мм осадков в год. 